# Emmanuel Ullmo
Pour les articles homonymes, voir Ullmo.
Emmanuel Ullmo est un mathématicien français, né le 25 juin 1965 à Paris.
Son domaine de recherche est la géométrie algébrique et arithmétique.
Il est directeur de l'Institut des hautes études scientifiques depuis 2013.

## Biographie
Ancien élève de l’École normale supérieure de Cachan (promotion 1985), Emmanuel Ullmo a obtenu le doctorat ès sciences mathématiques en 1992 à l'université Paris-Sud sous la direction de Lucien Szpiro,. Il est professeur dans cette même université depuis 2001.
Il a été en poste un an et demi à l'IMPA (Brésil), deux ans à l'université de Princeton (États-Unis) et six mois à l'université Tsinghua (Chine).
Il a pris la direction du département de mathématiques d'Orsay et la présidence de la commission de spécialistes en 2007 et 2010. Il a été membre du conseil scientifique du centre Émile-Borel de l’institut Henri-Poincaré de 2002 à 2006.
Il a été rédacteur en chef de la revue Inventiones mathematicae entre 2007 et 2014.
Il est, depuis le 1er septembre 2013, directeur de l'Institut des hautes études scientifiques (IHÉS), sur proposition de son prédécesseur Jean-Pierre Bourguignon.
Il est nommé chevalier de la Légion d'honneur en 2022, une distinction qui lui est remise par Sylvie Retailleau en septembre 2023.

### Distinctions
Emmanuel Ullmo a été orateur invité au Congrès international des mathématiciens de 2002 à Pékin. Il a été membre junior de l'Institut universitaire de France entre 2003 et 2008. Il a reçu en 2006 le prix Élie-Cartan de l'Académie des sciences.

### Décorations
- 2022 :  Chevalier de la Légion d'honneur[7]

## Travaux scientifiques
Emmanuel Ullmo travaille notamment dans le domaine de la géométrie arithmétique, sur la théorie d'Arakelov et la théorie ergodique. Il a reçu le prix Cartan pour « sa démonstration de la conjecture de Bogomolov selon laquelle les points algébriques d’une courbe forment un ensemble discret dans la jacobienne ».